# سام نوسوم
سام نوسوم (بالإنجليزية: Sam Nusum)‏ هو لاعب كرة قدم أمريكي في مركز حراسة المرمى، ولد في 3 أكتوبر 1943 في برمودا في المملكة المتحدة. شارك مع منتخب برمودا لكرة القدم. أما مع النوادي، فقد لعب مع فانكوفر وايتكابس ونيويورك كوسموس.